# Самора, Альваро
Альваро Хосе Самора Мата (исп. Álvaro José Zamora Mata 9 марта 2002, Сан-Хосе) — коста-риканский футболист, полузащитник греческого клуба «Арис» и сборной Коста-Рики.

## Карьера
В юношеские годы занимался футболом в американской академии «Орландо». После возвращения на родину принадлежал «Эредиано» и «Депортиво Саприссы», но на правах аренды выступал за другие команды. Лишь в 2022 году Самора попал в состав «Саприссы». Вскоре он стал привлекаться в состав сборной страны.

### В сборной
За главную национальную команду страны Альваро Самора дебютировал 23 сентября 2022 года в товарищеском матче против Кореи (2:2). В перерыве полузащитник заменил в составе Герсона Торреса. В начале ноябре футболист вошел в окончательную заявку сборной на мундиаль в Катаре. На групповом раунде турнира Самора принял участие в стартовом матче костариканцев против Испании, который завершился сокрушительным поражением «тикос» со счетом 0:7. На 61-й минуте он вышел на замену вместо Джевисона Беннетта. По итогам встреч Коста-Рика с одной победой заняла последнее место в группе и прекратила свою борьбу на чемпионате мира.